# Astragalus dieterlei
Astragalus dieterlei es una especie de planta del género Astragalus, de la familia de las leguminosas, orden Fabales.

## Distribución
Astragalus dieterlei se distribuye por Afganistán (Bamiyán).

## Taxonomía
Fue descrita científicamente por Podl. Fue publicada en Mitteilungen (aus) der Botanischen Staatssammlung München 11: 299 (1973).